# Бианка Монфератска
Вижте пояснителната страница за други личности с името Бианка.
Бианка Монфератска или Бланш Монфератска (на италиански: Bianca di Monferrato, Bianca dei Paleologi di Monferrato; * 1472, Казале Монферато; † 30 март 1519, Торино) от фамилията на Палеолозите, е принцеса от Монферат и чрез женитба херцогиня на Савоя, титулувана кралица (1485 – 1490) на Кипър, Йерусалим и Армения и маркиза на Салуцо (1487 – 1490). Тя е регентка на своя малолетен син Карл II от 1490 до неговата смърт през 1496 г.

## Биография
Бианка е дъщеря на Вилхелм X Монфератски (1420 – 1483), маркграф на Монферат, и съпругата му Елизабета Мария Сфорца, дъщеря на миланския херцог Франческо I Сфорца и втората му съпруга Бианка Мария Висконти.
На 1 април 1485 г. Бианка Монфератска се омъжва за савойския херцог Карл I (1468 – 1490), титулуван и като крал на Кипър, Йерусалим и Армения. Те имат две деца:
- Йоланда (Виоланта) Лудовика (2 юли 1487 – 13 септември 1499), омъжена през 1496 г. за херцог Филиберт II Савойски (1480 – 1504), син на херцог Филип ІІ Савойски
- Карл Джовани Амадей (23 юни 1490 – 16 април 1496), херцог на Савоя, граф на Аоста, Мориен и Ница, принц на Пиемонт, титулярен крал на Кипър и Йерусалим (1490 – 1496)

Карл Емануил I умира през 1490 г. Същата година Бианка поема регентството за своя 21-месечен син Карл и управлява от негово име до смърт смъртта му на 7 години през 1496 г., причинена от падане от леглото. Претендент за трона става Филип ІІ Савойски.
Бианка умира на 30 март 1519 г. Погребана е в църквата Агостиниани в Кариняно.